# Tektiteks
Els tektiteks són un grup ètnic d'origen maia de Guatemala. La seva llengua indígena és també anomenada tektitek i està estretament relacionat amb el mam. Actualment els tektiteks es troben en Tectitán i Cuilco al departament de Huehuetenango, Guatemala i a Amatenango de la Frontera i Mazapa de Madero a Chiapas, Mèxic.